# Garfam
Garfam (persiska: گرفم) är en ort i Iran.   Den ligger i provinsen Gilan, i den nordvästra delen av landet, 240 km nordväst om huvudstaden Teheran. Antalet invånare är 535.
Terrängen runt Garfam är mycket platt. Runt Garfam är det tätbefolkat, med 659 invånare per kvadratkilometer. Närmaste större samhälle är Rasht, 7,8 km sydväst om Garfam. Runt Garfam är det i huvudsak tätbebyggt.